# Nobody’s Perfect (singel)
Nobody's perfect – pierwszy singel z drugiego sezonu serialu Hannah Montana, a zarazem trzeci singel Hannah Montany. Utwór zajął 31 miejsce w rankingu TOP 100, w sklepie iTunes Store.